# Obiang Nguema elnök nemzetközi repülőtér
Az Obiang Nguema elnök nemzetközi repülőtér (IATA: GEM, ICAO: FGMY) egy nemzetközi repülőtér, ami Mengomeyén városától egy kilométerre délnyugatra, Egyenlítői-Guineában található. A repülőtér Teodoro Obiang Nguema Mbasogo nevét viseli, aki 1979 óta Egyenlítői-Guinea elnöke.
A repülőtér az ország egyik legújabb repülőtere, és az ötödik nemzetközi repülőtér, amely Egyenlítői-Guineában található, és az ország földrajzilag elszigetelt területeit, például Annobónt és Coriscót hivatott összekötni a főbb városokkal.

## Története
Az új repülőtér építése 72 hónapig tartott, és teljes egészében az Egyenlítői-Guinea kormánya finanszírozta. Az építkezés több mint 190 milliárd frankba került. Ez az egyike a számos közelmúltbeli kormányzati kezdeményezésnek, amelyek célja a gazdasági és infrastrukturális fejlődés támogatása az egész régióban.
A repülőteret Egyenlítői-Guinea függetlenségének napján, 2012. október 12-én adták át. A megnyitón Obiang Nguema Mbasogo elnök és felesége, Constancia Mangue vett részt, és a függetlenségi ünnepségek díszvendégeként jelen volt a São Tomé és Príncipe elnöke, Manuel Pinto da Costa. Az avatáson Fausto Abeso Fuma polgári repülésügyi miniszter azt állította, hogy az új repülőtér nem csak Egyenlítői-Guinea, hanem egész Közép-Afrika legjobban felszerelt repülőtere.

## Létesítmények
A repülőtér 660 méter magasan fekszik, leghosszabb futópályája 3000 méter hosszú, amely nem tartalmazza a 36-os futópálya 270 méterrel eltolt küszöbét. A kifutópálya egy Boeing 747-400-as repülőgép fogadására is alkalmas.

## Fordítás
Ez a szócikk részben vagy egészben  a   President Obiang Nguema International Airport című angol Wikipédia-szócikk ezen változatának fordításán alapul.  Az eredeti cikk szerkesztőit annak laptörténete sorolja fel. Ez a jelzés csupán a megfogalmazás eredetét és a szerzői jogokat jelzi, nem szolgál a cikkben szereplő információk forrásmegjelöléseként.